# Бойсоголь
Бойсоголь — упразднённая деревня в Венгеровском районе Новосибирской области России. На момент упразднения входила в состав Меньшиковского сельсовета. По некоторым сведениям исключена из учётных данных в начале 1970-х годов.

## География
Располагалась на левом берегу реки Изес, в 6,5 км к северо-востоку от села Меньшиково.

## История
Деревня Байсогол была основана в 1880 году литовскими переселенцами из Витебской и Ковенской губерний. В 1928 году  входила в состав Меньшиковского сельсовета Меньшиковского района Барабинского округа Сибирского края. 

## Население
По переписи 1926 г. в деревне проживало 117 человек (57 мужчин и 60 женщин), основное население — литовцы.

## Известные уроженцы, жители
В Байсоголе родились братья Лазутка, Валентин Антонович (1932—2022) — советский и литовский учёный и партийный деятель и Лазутка, Станислав Антонович (1923—2009) — советский и литовский историк.

## Инфраструктура
Личное подсобное хозяйство с зоной сельскохозяйственного использования, индивидуальная застройка усадебного типа. В 1928 году состояла из 25 хозяйств.